# Cincinnati Open 2016 - Qualificazioni singolare maschile
Le qualificazioni del singolare maschile del Cincinnati Open 2016 sono state un torneo di tennis preliminare per accedere alla fase finale della manifestazione. I vincitori dell'ultimo turno sono entrati di diritto nel tabellone principale. In caso di ritiro di uno o più giocatori aventi diritto a questi sono subentrati i lucky loser, ossia i giocatori che hanno perso nell'ultimo turno ma che avevano una classifica più alta rispetto agli altri partecipanti che avevano comunque perso nel turno finale.

## Teste di serie
1. Jiří Veselý (qualificato)
2. Guido Pella (primo turno)
3. Michail Južnyj (qualificato)
4. Stéphane Robert (primo turno)
5. Malek Jaziri (qualificato)
6. Gastão Elias (ultimo turno)
7. Illja Marčenko (primo turno)

1. Lu Yen-hsun (primo turno)
2. Adrian Mannarino (ultimo turno, Lucky loser)
3. Diego Schwartzman (primo turno)
4. Paul-Henri Mathieu (primo turno)
5. John Millman (qualificato)
6. Damir Džumhur (primo turno)
7. Ivan Dodig (primo turno)

## Qualificati
1. Jiří Veselý
2. Yūichi Sugita
3. Michail Južnyj
4. John Millman

1. Malek Jaziri
2. Nikoloz Basilašvili
3. Miša Zverev

### Lucky loser
1. Adrian Mannarino

## Tabellone

### Legenda
| - Q = Qualificato - WC = Wild card - LL = Lucky loser | - ALT = Alternate - SE = Special Exempt - PR = Protected Ranking | - w/o = Walkover - r = Ritirato - d = Squalificato |

### Sezione 1
|  | Primo turno | Primo turno     | Primo turno     | Primo turno | Primo turno |  |  | Ultimo turno | Ultimo turno    | Ultimo turno | Ultimo turno | Ultimo turno |  |
|  |             |                 |                 |             |             |  |  |              |                 |              |              |              |  |
|  | 1           | Jiří Veselý     | Jiří Veselý     | 6           | 6           |  |  |              |                 |              |              |              |  |
|  |             | Tim Smyczek     | Tim Smyczek     | 4           | 2           |  |  | 1            | Jiří Veselý     | 65           | 6            | 6            |  |
|  |             | Thiago Monteiro | Thiago Monteiro | 7           | 6           |  |  |              | Thiago Monteiro | 7            | 1            | 4            |  |
|  | 14          | Ivan Dodig      | Ivan Dodig      | 63          | 3           |  |  |              |                 |              |              |              |  |

### Sezione 2
|  | Primo turno | Primo turno   | Primo turno | Primo turno | Primo turno |  |  | Ultimo turno  | Ultimo turno  | Ultimo turno  | Ultimo turno | Ultimo turno |  |
|  |             |               |             |             |             |  |  |               |               |               |              |              |  |
|  | 2           | Guido Pella   | 1           | 7           | 5           |  |  |               |               |               |              |              |  |
|  |             | Yūichi Sugita | 6           | 5           | 7           |  |  | Yūichi Sugita | Yūichi Sugita | Yūichi Sugita | 6            | 6            |  |
|  |             | Kyle Edmund   | 2           | 7           | 7           |  |  | Kyle Edmund   | Kyle Edmund   | Kyle Edmund   | 4            | 3            |  |
|  | 8           | Lu Yen-hsun   | 6           | 63          | 64          |  |  |               |               |               |              |              |  |

### Sezione 3
|  | Primo turno | Primo turno       | Primo turno       | Primo turno | Primo turno |  |  | Ultimo turno | Ultimo turno   | Ultimo turno   | Ultimo turno | Ultimo turno |  |
|  |             |                   |                   |             |             |  |  |              |                |                |              |              |  |
|  | 3           | Michail Južnyj    | Michail Južnyj    | 6           | 6           |  |  |              |                |                |              |              |  |
|  |             | Ričardas Berankis | Ričardas Berankis | 3           | 4           |  |  | 3            | Michail Južnyj | Michail Južnyj | 6            | 6            |  |
|  | WC          | Brian Baker       | Brian Baker       | 6           | 6           |  |  | WC           | Brian Baker    | Brian Baker    | 4            | 1            |  |
|  | 10          | Diego Schwartzman | Diego Schwartzman | 2           | 4           |  |  |              |                |                |              |              |  |

### Sezione 4
|  | Primo turno | Primo turno     | Primo turno | Primo turno | Primo turno |  |  | Ultimo turno | Ultimo turno | Ultimo turno | Ultimo turno | Ultimo turno |  |
|  |             |                 |             |             |             |  |  |              |              |              |              |              |  |
|  | 4           | Stéphane Robert | 5           | 6           | 6           |  |  |              |              |              |              |              |  |
|  |             | Lukáš Rosol     | 7           | 2           | 7           |  |  |              | Lukáš Rosol  | Lukáš Rosol  | 3            | 3            |  |
|  | WC          | Ryan Harrison   | 6           | 63          | 4           |  |  | 12           | John Millman | John Millman | 6            | 6            |  |
|  | 12          | John Millman    | 4           | 7           | 6           |  |  |              |              |              |              |              |  |

### Sezione 5
|  | Primo turno | Primo turno     | Primo turno     | Primo turno | Primo turno |  |  | Ultimo turno | Ultimo turno  | Ultimo turno  | Ultimo turno | Ultimo turno |  |
|  |             |                 |                 |             |             |  |  |              |               |               |              |              |  |
|  | 5           | Malek Jaziri    | Malek Jaziri    | 7           | 7           |  |  |              |               |               |              |              |  |
|  |             | Evgenij Donskoj | Evgenij Donskoj | 5           | 5           |  |  | 5            | Malek Jaziri  | Malek Jaziri  | 6            | 6            |  |
|  | WC          | Stefan Kozlov   | 6               | 3           | 7           |  |  | WC           | Stefan Kozlov | Stefan Kozlov | 4            | 2            |  |
|  | 13          | Damir Džumhur   | 4               | 6           | 5           |  |  |              |               |               |              |              |  |

### Sezione 6
|  | Primo turno | Primo turno         | Primo turno         | Primo turno | Primo turno |  |  | Ultimo turno | Ultimo turno        | Ultimo turno        | Ultimo turno | Ultimo turno |  |
|  |             |                     |                     |             |             |  |  |              |                     |                     |              |              |  |
|  | 6           | Gastão Elias        | Gastão Elias        | 6           | 6           |  |  |              |                     |                     |              |              |  |
|  |             | Luke Saville        | Luke Saville        | 4           | 2           |  |  | 2            | Gastão Elias        | Gastão Elias        | 3            | 2            |  |
|  |             | Nikoloz Basilašvili | Nikoloz Basilašvili | 6           | 7           |  |  |              | Nikoloz Basilašvili | Nikoloz Basilašvili | 6            | 6            |  |
|  | 11          | Paul-Henri Mathieu  | Paul-Henri Mathieu  | 1           | 5           |  |  |              |                     |                     |              |              |  |

### Sezione 7
|  | Primo turno | Primo turno      | Primo turno      | Primo turno | Primo turno |  |  | Ultimo turno | Ultimo turno     | Ultimo turno     | Ultimo turno | Ultimo turno |  |
|  |             |                  |                  |             |             |  |  |              |                  |                  |              |              |  |
|  | 7           | Illja Marčenko   | Illja Marčenko   | 4           | 3           |  |  |              |                  |                  |              |              |  |
|  | Alt         | Miša Zverev      | Miša Zverev      | 6           | 6           |  |  | Alt          | Miša Zverev      | Miša Zverev      | 7            | 7            |  |
|  | Alt         | Quentin Halys    | Quentin Halys    | 4           | 3           |  |  | 9            | Adrian Mannarino | Adrian Mannarino | 64           | 5            |  |
|  | 9           | Adrian Mannarino | Adrian Mannarino | 6           | 6           |  |  |              |                  |                  |              |              |  |